# Леппясюрья (посёлок)
Ле́ппясю́рья (карел. Leppäsyrjä) — посёлок в составе Лоймольского сельского поселения Суоярвского района Республики Карелия.

## Общие сведения
В 16 км от Леппясюрья проходит трасса А131 Питкяранта — Суоярви. В посёлке находилась, не сохранившаяся до наших времён, Лютеранская церковь.
Название поселка происходит от карельского леппя — «ольха» и сюрья — «сторона, бок, край».

## Население
| 2002 | 2009 | 2010 | 2013 |
| ---- | ---- | ---- | ---- |
| 538  | ↘430 | ↘390 | ↘350 |

## Улицы Леппясюрья
- Вокзальная ул.
- Молодёжная ул.
- Новая ул.
- Новоселов ул.
- Приозёрная ул.
- Станция ул.
- Строительная ул.
- Центральная ул.

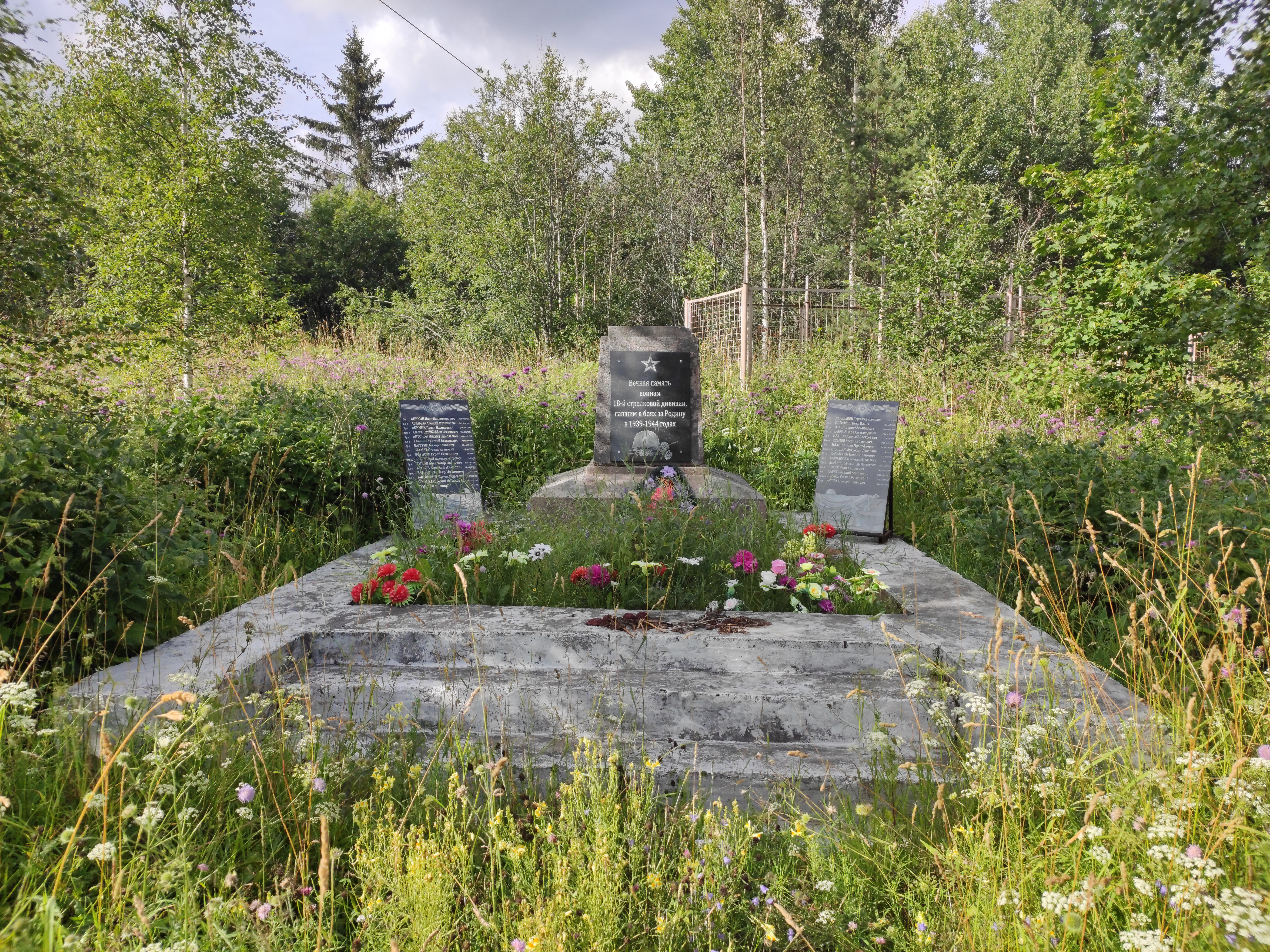
Братская могила
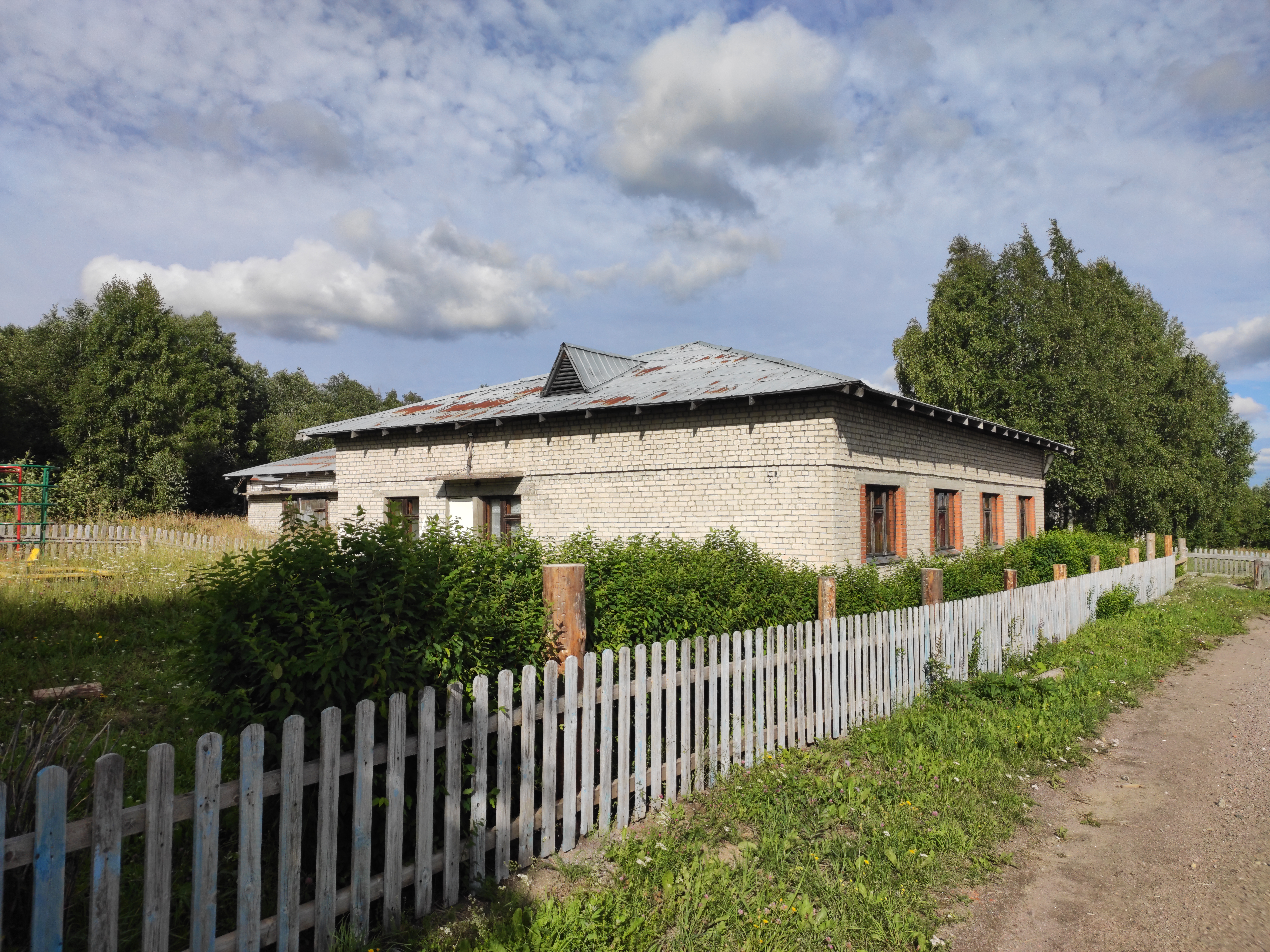
Бывшее здание детского сада
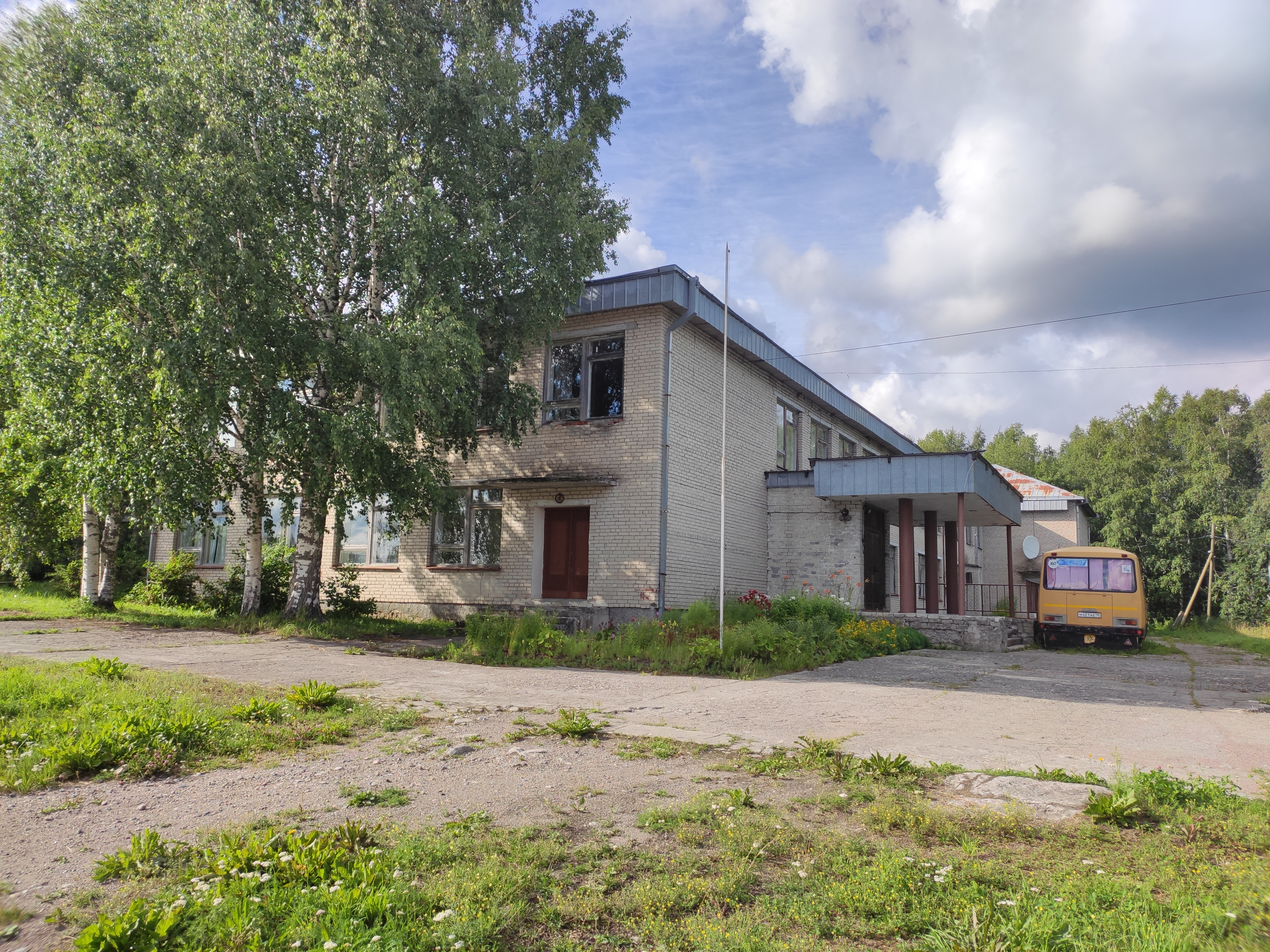
Бывшее здание школы
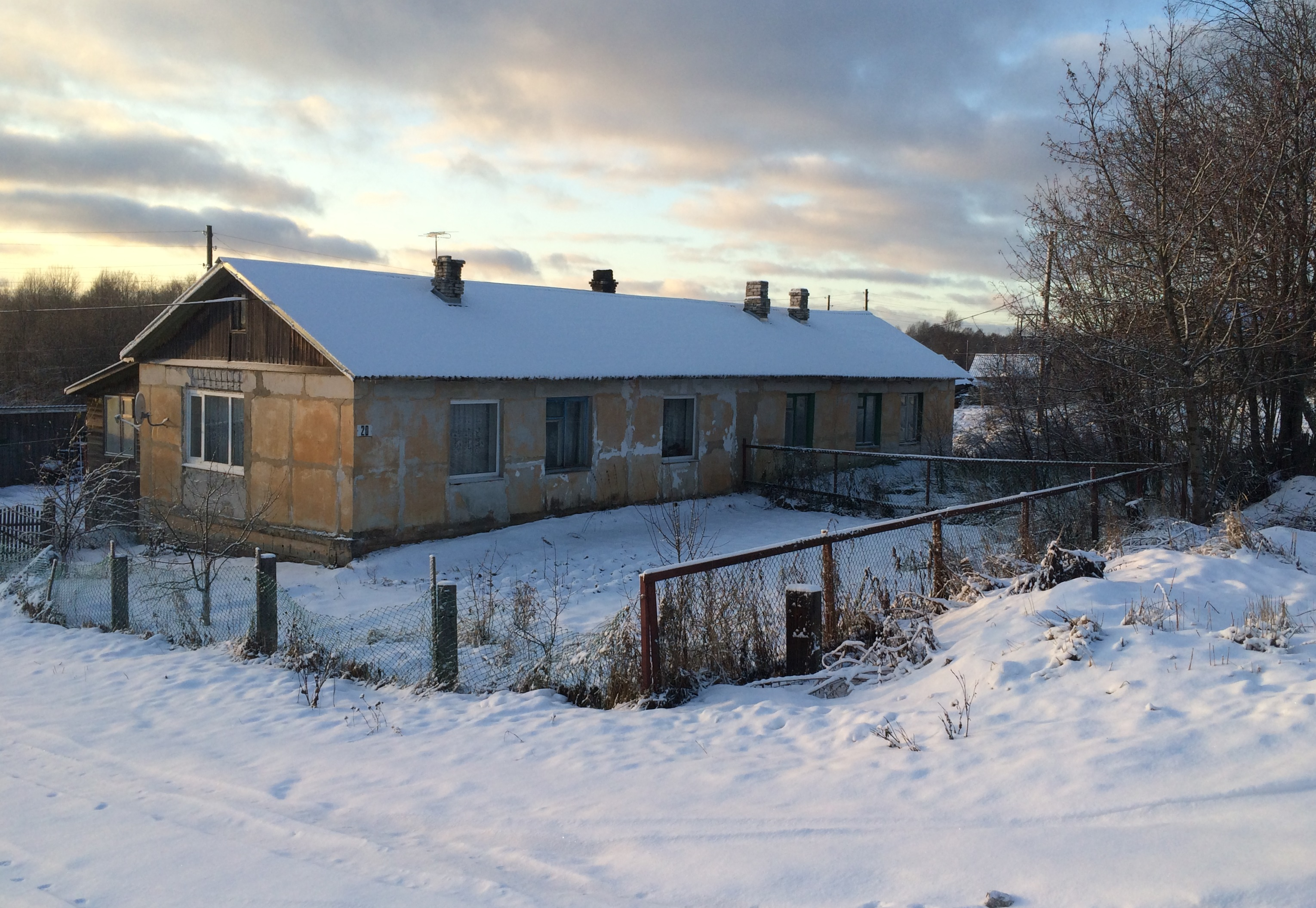
Жилой дом

## Топографические карты
- Лист карты P-36-XIX,XX Сортавала. Масштаб: 1 : 200 000. Указать дату выпуска/состояния местности.